# Роза (Бердянська міська рада)
Ро́за — село в Україні, підпорядковане Бердянській міськраді Запорізької області. Населення становить 613 осіб. Орган місцевого самоврядування — Нововасилівська сільська рада.

## Географія
Село Роза розташоване біля витоків річки Куца Бердянка, нижче за течією на відстані 0,5 км розташоване селище Шовкове.

## Історія
У 2008 році до села був проведений газ.
22 червня 2023 року рішенням Національної комісії зі стандартів державної мови віднесено до списку населених пунктів, які «можуть не відповідати лексичним нормам української мови», зокрема стосуватися «російської імперської чи колоніальної політики». Громаді рекомендовано обґрунтувати доцільність збереження поточної назви або запропонувати нову назву в установленому законодавством порядку.

## Населення
За переписом населення України 2001 року в селі мешкало 613 осіб.

### Мова
Розподіл населення за рідною мовою за даними перепису 2001 року:
| Мова       | Кількість | Відсоток |
| ---------- | --------- | -------- |
| російська  | 499       | 81.40%   |
| українська | 111       | 18.11%   |
| болгарська | 2         | 0.33%    |
| німецька   | 1         | 0.16%    |
| Усього     | 613       | 100%     |

## Об'єкти соціальної сфери
- Школа